# Ascoli Satriano
Pour les articles homonymes, voir Ascoli.
Ascoli Satriano est une commune de la province de Foggia dans les Pouilles en Italie.

## Histoire
Autrefois Asculum Apulum, les Romains y livrèrent à Pyrrhus en l'an 279 av. J.-C., une bataille où ils furent battus sans être anéantis, tandis que l'armée de Pyrrhus y subit aussi de lourdes pertes. 
Saint Potit est le patron principal de la ville qui organise de grandes festivités le jour de sa fête.
- La villa romaine de Faragola

## Administration
| Période                                  | Période  | Identité              | Étiquette | Qualité |
| ---------------------------------------- | -------- | --------------------- | --------- | ------- |
| 30 mai 2006                              | En cours | Antonio Gerardo Rolla | L'Olivier |         |
| Les données manquantes sont à compléter. |          |                       |           |         |

### Hameaux
San Carlo

### Communes limitrophes
Candela, Castelluccio dei Sauri, Cerignola, Deliceto, Foggia, Lavello, Melfi, Ordona, Orta Nova, Stornarella

## Personnalités
- Troiano Marulli, duc d’Ascoli (1759–1823), homme politique italien

## Source
Cet article comprend des extraits du Dictionnaire Bouillet. Il est possible de supprimer cette indication, si le texte reflète le savoir actuel sur ce thème, si les sources sont citées, s'il satisfait aux exigences linguistiques actuelles et s'il ne contient pas de propos qui vont à l'encontre des règles de neutralité de Wikipédia.